# Tim Hecker (Kanute)
Tim Hecker (* 28. September 1997 in Berlin) ist ein deutscher Kanute.

## Karriere
Tim Hecker gewann seine erste internationale Medaille im Jahr 2019 bei den Weltmeisterschaften in Szeged, bei denen er sich im Vierer-Canadier über die 500-Meter-Distanz die Silbermedaille sicherte. Zwei Jahre darauf belegte er bei den Europameisterschaften in Posen mit Sebastian Brendel im Zweier-Canadier zunächst über 500 Meter ebenfalls den zweiten Platz, ehe den beiden über 1000 Meter der Titelgewinn gelang.
Bei den ebenfalls 2021 ausgetragenen Olympischen Spielen 2020 in Tokio ging Hecker ebenfalls mit Sebastian Brendel im Zweier-Canadier an den Start der 1000-Meter-Strecke. Nach ersten Plätzen im Vorlauf und dem Halbfinale erreichten Hecker und Brendel den Finallauf, den sie in 3:25,615 Minuten hinter den siegreichen Kubanern Serguey Torres und Fernando Jorge und den beiden Chinesen Liu Hao und Zheng Pengfei auf dem dritten Platz beendeten und damit die Bronzemedaille gewannen. Ein Jahr darauf wurden Hecker und Brendel in Dartmouth im Zweier-Canadier über 1000 Meter Weltmeister. Mit Peter Kretschmer gewann er bei den Weltmeisterschaften 2023 in Duisburg im Zweier-Canadier über 500 m ebenfalls die Goldmedaille.